# Trithemis stictica
Trithemis stictica – gatunek ważki z rodziny ważkowatych (Libellulidae). Występuje w Afryce Subsaharyjskiej i jest szeroko rozprzestrzeniony.
W RPA imago lata od listopada do końca maja; niektóre osobniki dorosłe latają przez cały rok. Długość ciała 35–37 mm. Długość tylnego skrzydła 26,5–28 mm.